# ففنهاوزن
ففنهاوزن (به آلمانی: Pfeffenhausen) یک شهر در آلمان است که در بایرن واقع شده‌است.

## خصوصیات
ففنهاوزن ۷۱٫۷۹ کیلومترمربع مساحت دارد،۴۳۶ متر بالاتر از سطح دریا واقع شده‌است.

## خواهرخوانده
شهر Jaworzyna Śląska خواهرخواندهٔ ففنهاوزن هست.